# Santonin
Santonin (Santoninsäureanhydrid) ist der wirksame Bestandteil des sogenannten Wurmsamens, aus dem es fabrikmäßig dargestellt wird. Santonin bildet glänzende, weiße, tafelförmige Kristalle aus, die geruchlos und geschmacklos sind, aber in alkoholischer Lösung stark bitter schmecken.

## Geschichte
Die Substanz wurde 1830 gleichzeitig von Kahler in Düsseldorf und Joachim August Alms (1803–1847) in Penzlin entdeckt. In den USA war Santonin die erste kommerziell erfolgreiche medizinische Substanz der Firma Pfizer.

## Gewinnung und Darstellung

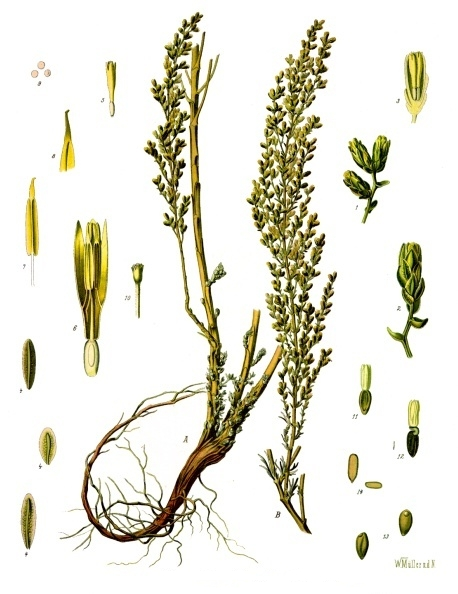
Wurmsamen (Artemisia cina)

Santonin ist in Wurmsamen (Artemisia cina, Zitwerblüte) enthalten und kann durch Extraktion mit verdünnter Kalkmilch und Fällung mit verdünnter Salzsäure gewonnen werden. Ebenfalls abgeschiedenes Harz wird mit heißem ammoniakalischen Wasser entfernt.

## Eigenschaften
Der Schmelzpunkt liegt bei 174 °C. In Wasser ist das Santonin kaum löslich, gegenüber Lackmus zeigt es keine Wirkung. In chemischer Hinsicht ist es das Lacton der einprotonigen Santoninsäure (C15H20O4) und der Formel C15H18O3 entsprechend.
Durch Kochen von santoninsaurem Barium mit Bariumhydroxidlösung entsteht eine neue, aber isomere Säure, die Santonsäure. Im zerstreuten Tageslicht, schneller im direkten Sonnenlicht, färbt sich das Santonin gelb und muss daher in schwarzen Gläsern im Dunkeln aufbewahrt werden. Seine Säure, die Santoninsäure, erleidet dagegen im Sonnenlicht keine Farbveränderung.
Die Beobachtung von Hermann Trommsdorff, dass Kristalle von Santonin im Sonnenlicht zersprangen, war 1834 ein frühes Ergebnis der Photochemie.

## Verwendung
Das Santonin wie auch das santoninsaure Natrium wurde früher gegen Spulwürmer  verwendet, wird aber wegen seiner Toxizität nicht mehr eingesetzt. Bereits das zwei- bis dreifache der Tagesdosis (100 mg für Erwachsene) kann Vergiftungserscheinungen hervorrufen, die sich zunächst in Violett- dann Gelbsehen äußern; weiterhin können Krämpfe und Durchfall auftreten. Schädigungen des Sehnervs wurden aber auch nach längerer Einnahme therapeutischer Dosen beobachtet.